# Ауоб (річка)

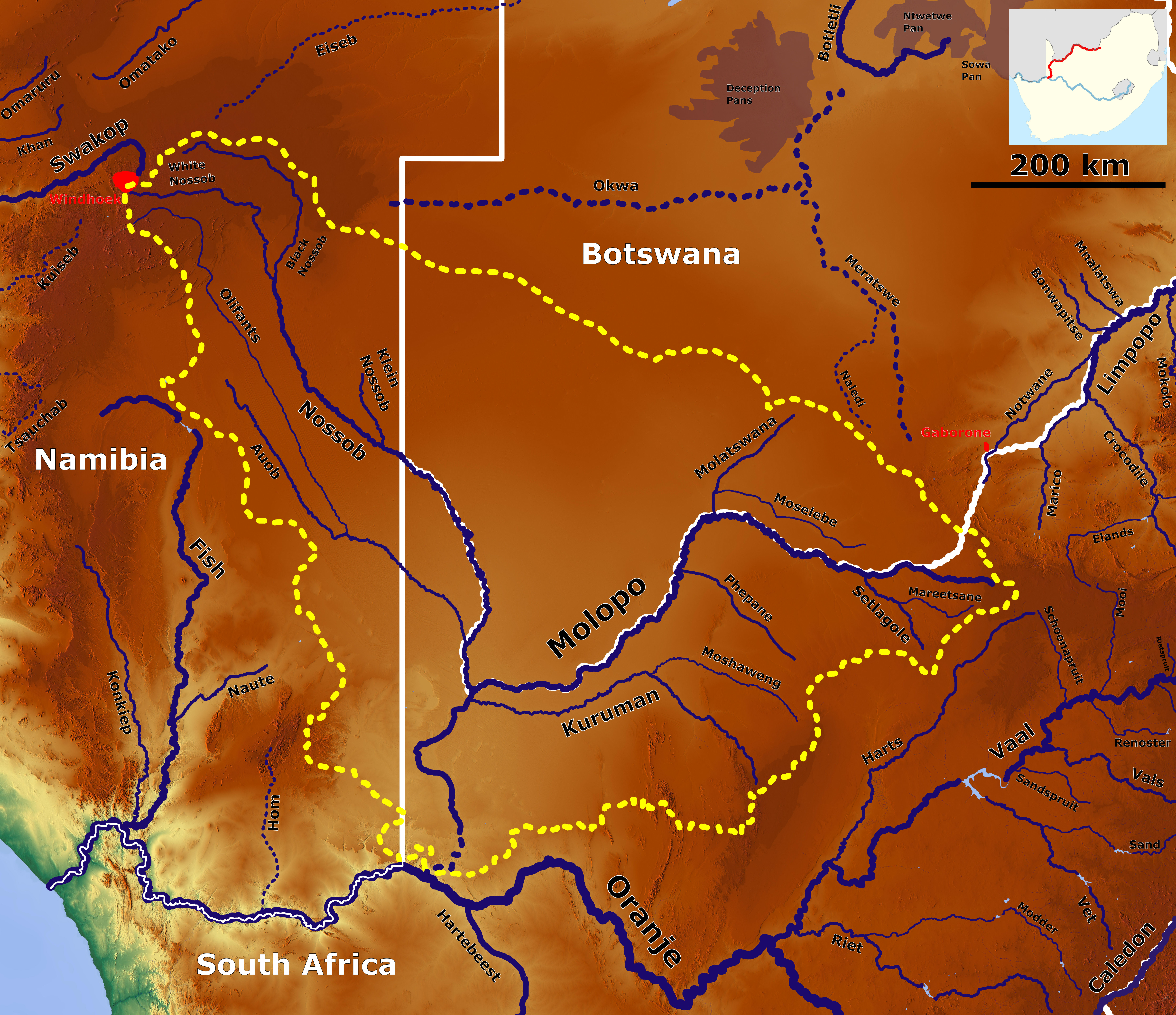
Ауоб у басейні річки Молопо (в центрі ліворуч)

Ауоб — річка в Північнокапській провінції Південно-Африканської Республіки та регіоні Гардап (Намібія). Вона протікає через Транскордонний парк Кгалагаді. Ауоб є притокою річки Носсоб[джерело?].

## Маршрут
Річка має довжину близько 400 кілометрів на південний схід через Намібію і Північнокапську провінцію.

### Верхів'я
- 22°39′05″ пд. ш. 17°17′10″ сх. д. / 22.6514° пд. ш. 17.286° сх. д. у Намібії

### Гирло
- 26°26′00″ пд. ш. 20°37′00″ сх. д. / 26.4333° пд. ш. 20.6167° сх. д., Носсоб